# Třeň

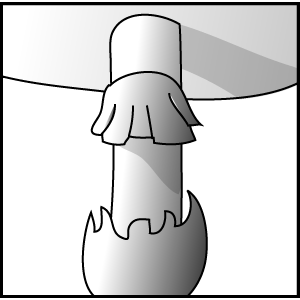
Třeň

Třeň (rod mužský) je spodní částí plodnic většiny stopkovýtrusných hub.
Připojení třeně k lupenům u lupenotvarých hub je významným určovacím znakem.
Plodnice stopkovýtrusých hub (Basidiomycota) je rozlišená na třeň (stipes) a klobouk (pileus).
Třeň je lidově řečeno „noha“ houby.

## Tvary třeně
- válcovitý
- soudečkovitý
- vřetenovitý
- břichatý
- kuželovitý
- kyjovitý

## Ukončení třeně
- zaokrouhlené
- tupé
- zahrocené
- hlízovité
- hlízovité s pochvou
- kořenující
- zúžené

## Povrch třeně
- hladký (holubinky)
- rýhovaný (smrže)
- vrásčitý, jemně nebo výrazně síťkovaný (hřiby)
- žebernatý
- holý
- vločkatý nebo šupinatý
- suchý nebo slizký až lepkavý (klouzci)

Třeň může mít různou strukturu, může být vláknitý, pružný nebo i dutý.